# Ilías Kostopanayótou
Ilías Kostopanayótou, en grec moderne : Ηλίας Κωστοπαναγιώτου, né le 1er février 1944  à Lidoriki et mort le 1er février 2025 en Grèce, est un homme politique grec.

## Biographie
Aux élections législatives grecques de janvier 2015, il est élu député au Parlement grec sur la liste de SYRIZA dans la circonscription de la Phocide.